# Музыка серебряных спиц
«Музыка серебряных спиц» — мюзикл по песням Бориса Гребенщикова и группы «Аквариум». Премьера состоялась 29 ноября 2013 года в Санкт-Петербургском театре Мюзик-Холл, как подарок  Гребенщикову на 60-летие.

## Сюжет и персонажи
Сюжет построен на необыкновенных приключениях простого инженера из российской глубинки, который неожиданно для самого себя разрывает круг своего привычного бытия и отправляется в фантастическое путешествие вне времени и пространства. В этой истории творятся настоящие чудеса, герой сталкивается с различными необычными существами — героями песен Бориса Гребенщикова. В силу необыкновенных обстоятельств выясняется, что только он и в силах дать взойти «Звезде Аделаиде» и помочь возродить «Город Золотой», а для этого ему придется совершить много подвигов.
Персонажи песен Бориса Гребенщикова, участвующие в мюзикле:
- Ангел всенародного похмелья
- Братья Забадай
- Граф Гарсия
- Иван и Данила
- Капитан Африка
- Мальчик Евграф
- Оракул Божественной бутылки
- Отец яблок
- Сестра Хо
- Старик Козлодоев и 15 баб
- Сторож Сергеев
- Тайный узбек
- и другие…

## История создания
Идея постановки принадлежит предпринимателю Ростеславу Леонтьеву, который поддержал запуск проекта. Режиссёром спектакля является Виктор Крамер. Исполнители были отобраны по итогам кастинга, в котором могли принять участие все желающие. Проект был задуман как «народный»: в нём задействованы непрофессиональные исполнители, и осуществляется он на средства, собранные по преимуществу из добровольных пожертвований.

## Этапы проекта
Отбор исполнителей проходил с ноября 2012 по апрель 2013 года в музее современного искусства «Эрарта». Участники конкурса показывали собственные интерпретации песен Гребенщикова и «Аквариума», а также различные навыки театрального мастерства.
Сбор средств на постановку был объявлен вскоре после начала кастинга. Предполагалось собрать сумму в 1 миллион рублей за счет пожертвований частных лиц и компаний-спонсоров. Самым щедрым участникам обещаны призы, главный из которых — «вечный» билет на 2 лица на все концерты группы «Аквариум». Сбор средств был начат 11 июня 2013 года и к 7 ноября был успешно завершён.
Обучение будущих исполнителей включало следующие дисциплины:
- Вокал (преподаватели — Александр Гребенщиков, Ирина Богданова, Марина Киреева)
- Актерское мастерство (преподаватель — Галина Ивановна Бызгу)
- Хореография (преподаватель и балетмейстер спектакля — Мария Анатольевна Большакова)
- Акробатика (преподаватель — Михаил Кондратьев)
- Модерн, хореография (преподаватели — Алиса Панченко, Руслан Рычагов)
- Куклы (преподаватель — Петр Васильев)
- Перкуссия (преподаватель — Гагик Бежанян)
- Контактное жонглирование (преподаватель — Николай Ботвинкин)
- Джампинг (преподаватель — Александр Беляков)
- Ходули и унициклы (преподаватель — Майя Родионова)
- Ролики (преподаватель — Александр Носик)

22 июля 2013 г. состоялся отчетный показ результатов работы труппы с педагогами.
Репетиции начались 3 сентября 2013 г.

## Труппа
- Режиссёр — Виктор Крамер
- Автор сценария — Виктор Крамер (при участии Марии Панфиловой)
- Балетмейстер-постановщик — Мария Большакова
- Балетмейстер — Елена Дудина
- Постановщик массовых сцен — Константин Ермихин
- Музыкальное оформление — Сергей Ушаков
- Художник — Вадим Васильев
- Художник — Татьяна Скарина
- Художник по костюмам — Мария Лукка
- Художник-технолог — Сергей Корытов
- Художник по свету — Александр Сиваев
- Видеоарт — Марина Дроздова (Кангур)
- Видеоарт — Андрей Чечеткин
- Художник по куклам — Алевтина Торик
- Куратор по изготовлению костюмов — Рафаэль Мамалимов

## Что сказал БГ?
Гребенщиков сказал в одном из интервью: «Идея меня очень интригует, потому что я не могу себе представить, что может получиться».
По поводу использования песен «Аквариума»: «Я считаю, что моё мнение вообще не существенно. … Это песни, которые уже были. Меня интересуют песни, которые будут. То, что было, уже не моё. Оно уже ваше».

## Что сказали другие?
«Неизвестно, на что это будет похоже. Если знать, на что это похоже, то вообще лучше этим не заниматься. Потому что тогда скучно». (Максим Леонидов)